# Africae munus
Africae Munus (česky Úkol Afriky) je apoštolská exhortace papeže Benedikta XVI. z roku 2011 o úloze katolické církve na africkém kontinentu. Jednalo se o třetí exhortaci, kterou tento papež napsal.
Benedikt XVI. dokument podepsal 19. listopadu 2011 v bazilice Neposkvrněného početí Panny Marie v Ouidah v Beninu během své 22. apoštolské cesty.
Afričtí biskupové se v listopadu 2011 rozhodli přeložit dokument do místních jazyků, aby se do konce ledna 2012 dostal do všech katolických farností na kontinentu.
V projevu u příležitosti podpisu dokumentu papež vyzval Afriku: „zemí nových Letnic“ a „dobrou zprávou pro církev“.

## Témata

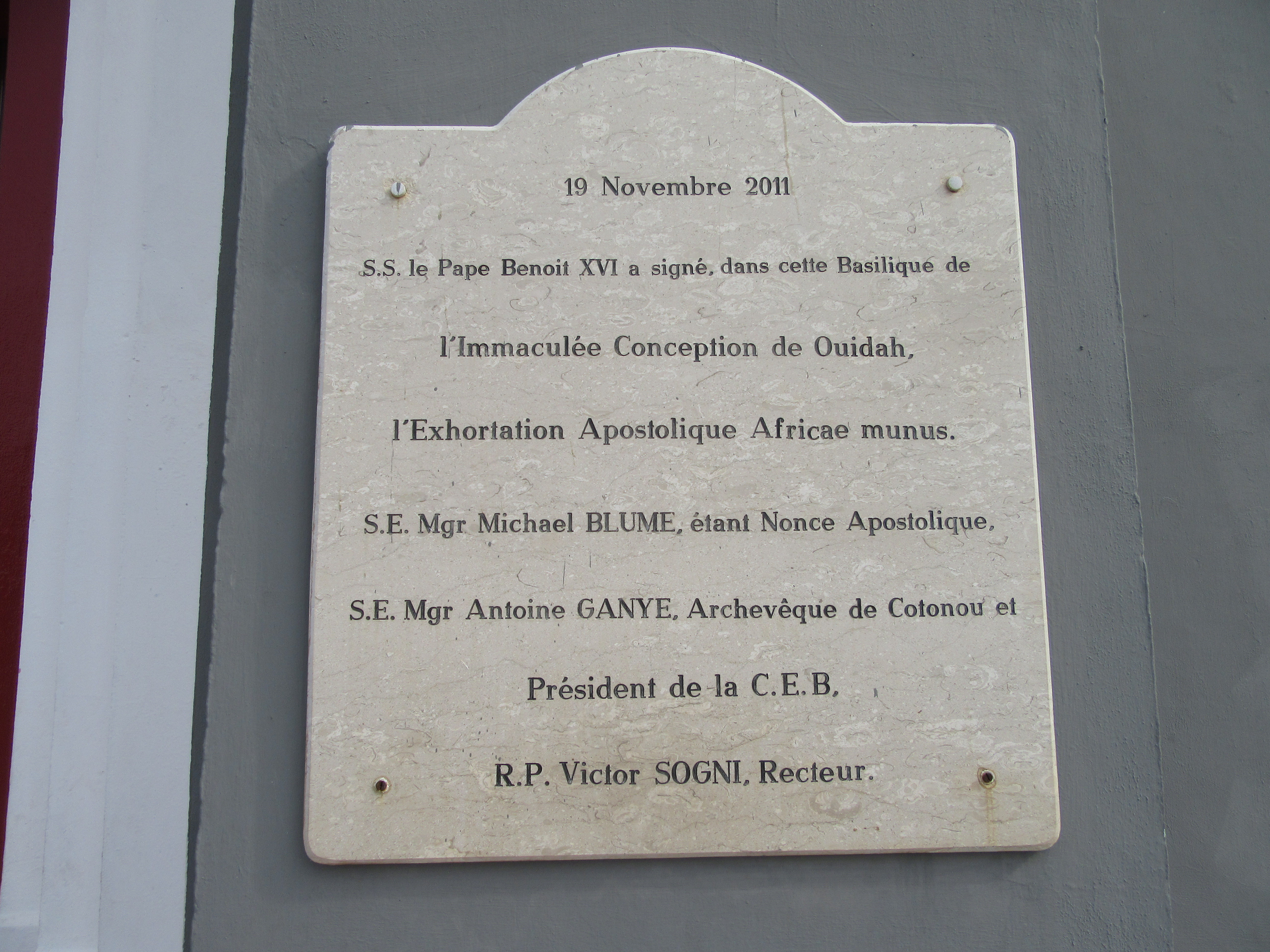
Pamětní deska v bazilice Neposkvrněného početí P. Marie v Ouidahu

Tato exhortace je výsledkem II. zvláštního shromáždění synody afrických biskupů, která se konala od 4. do 25. října 2009 ve Vatikánu. Papežský dokument vychází z 57 závěrečných návrhů tohoto synodálního shromáždění a představuje hlavní směry poslání církve pro Afriku a oblasti její apoštolské činnosti. Papež se zabýval otázkami týkajícími se: smíření, požadavků spravedlnosti, obrácení, rodiny, postavení žen, mládeže, dětí (včetně dětských vojáků), obrany života, AIDS, dobrého řízení států, ekumenického a mezináboženského dialogu. V části věnované apoštolské činnosti církve Benedikt XVI. představil pokyny pro: biskupy, kněze, seminaristy, stálé jáhny, zasvěcené osoby, katechety, pastoraci laiků, školy, univerzity, zdravotnická zařízení, sdělovací prostředky, novou evangelizaci a misii mezi nevěřícími podle Kristova učení. Papež navrhl uspořádat kontinentální eucharistický kongres, vyhlásit týdny či dny smíření, posílit biblický apoštolát, navrhnout kandidáty na oltáře (kanonizace). Dokument také varuje před expanzí původních afrických nezávislých církví, synkretických hnutí nebo sekt.

## Upozornění se na předchozí dokumenty
Při psaní exhortace Africae Munus se Benedikt XVI. odvolával na následující papežské dokumenty:
- Apoštolská exhortace Ecclesia in Africa Jana Pavla II. (1995)
- Jeho vlastní apoštolská exhortace Verbum Domini (2010)
- Pracovní dokument Lineamenta biskupské synody o nové evangelizaci (2011)